# Rhabdamminidae
Los rabdamínidos (Rhabdamminidae) es una familia de foraminíferos bentónicos de la superfamilia Astrorhizoidea, del suborden Astrorhizina y del orden Astrorhizida. Su rango cronoestratigráfico abarca desde el Cretácico hasta la Actualidad.

## Discusión
Clasificaciones previas incluían Rhabdamminidae en el orden Textulariida y la subdividían en tres subfamilias: Rhabdammininae, Dendrophryinae y Halyphyseminae, excluyendo a la Subfamilia Bathysiphoninae.

## Clasificación
Rhabdamminidae incluye a las siguientes subfamilias y géneros:
- Subfamilia Rhabdammininae
  - Linea
  - Marsipella
  - Oculosiphon
  - Rhabdammina

- Subfamilia Bathysiphoninae
  - Bahianotubus
  - Bathysiphon
  - Bogdanowiczia
  - Nothia †
  - Psammosiphonella
  - Rhabdamminella

Otros géneros considerados en Rhabdamminidae son:
- Dendrophryopsis † de la subfamilia Bathysiphoninae, aceptado como Nothia
- Flagrina † de la subfamilia Bathysiphoninae, aceptado como Bathysiphon
- Pseudomarsipella de la subfamilia Rhabdammininae, aceptado como Marsipella
- Rhabdaminella de la subfamilia Rhabdammininae, considerado como Bathysiphon o como Marsipella
- Silicobathysiphon † de la subfamilia Bathysiphoninae, aceptado como Bathysiphon
- Yokoia † de la subfamilia Bathysiphoninae, aceptado como Bathysiphon